# Esztegár László
Esztegár László (Szamosújvár, 1870. november 1. – Abbázia, 1905. június 3.) író, újságíró, könyvtáros, publicista.

## Életpályája
A gimnáziumi tanulmányait Kolozsváron, a bölcsészetet Budapesten végezte el. 1892-ben doktorált. Ezután tanár volt a szamosújvári főgimnáziumban. 1894-ben múzeumi könyvtárőr lett az Országos Széchényi Könyvtárban.
Elbeszéléseket, művelődési, esztétikai és örmény irodalomtörténeti tanulmányokat írt. Az Armeniában 41 dolgozata jelent meg.

## Művei
- A magyar műballada kezdete (Budapest, 1892)
- A szamosújvári emlékszobor ügyében (Szamosújvár, 1894)